# Café Keese (Berlin)

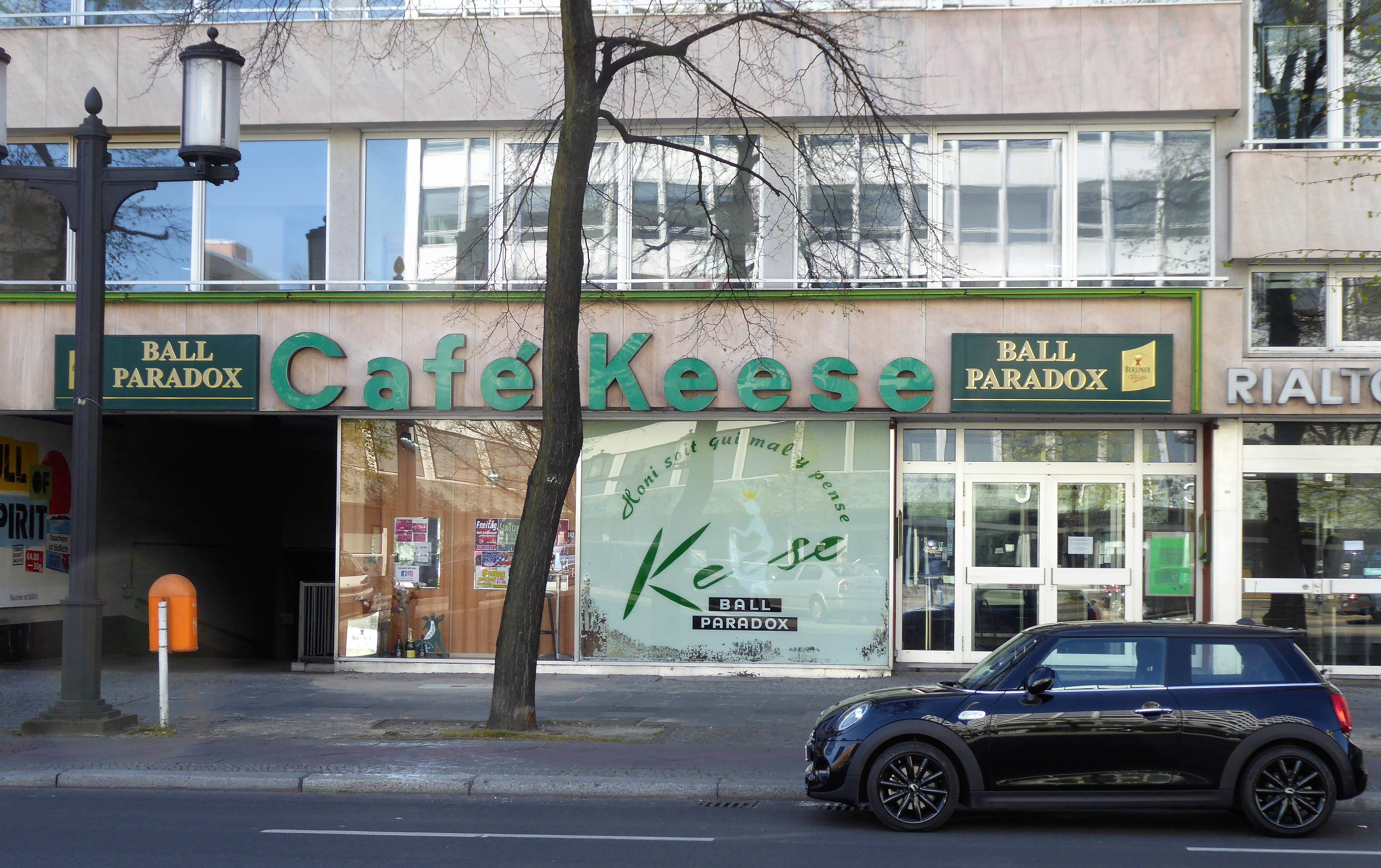
Café Keese in der Bismarckstraße 108

Das Café Keese ist ein bekanntes Tanzlokal im Berliner Ortsteil Charlottenburg in der Nähe des Schillertheaters, das nach dem Vorbild des Café Keese in Hamburg konzipiert wurde. Bekannt ist das Lokal durch den Ball paradox, bei dem Frauen Männer zum Tanz auffordern, und durch seine an allen Tischen installierten 135 Tischtelefone. Das Lokal verfügt über 400 Sitzplätze, zwei Bars, eine ca. 80 m² große zentrale Tanzfläche und eine Bühne.

## Geschichte
Das Café Keese wurde im August 1966, nach dem 1948 in Hamburg von Bernhard Keese gegründeten Café Keese, gegründet. Bis 1989 wurden beide Cafés von Bernhard Keese geleitet. Durch den Mauerbau und die damit verbundenen Grenzkontrollen auf der Transitstrecke wurden die Hin- und Herfahrten von Hamburg nach West-Berlin für Keese zu aufwendig, weswegen das Lokal in Berlin an Arno Manke verkauft wurde. 1992 wurden an allen 135 Tischen Tischtelefone zur Kontaktaufnahme für einen Tanz installiert. Das Café wird momentan in der dritten Generation ab 1969 von Nadine Ludwig-Kibwebwe und ihrem Mann Frank Kibwebwe weitergeführt. Das Tanzlokal wurde schon häufig für Filmaufnahmen wie zum Beispiel für den Film Beyond the Sea mit Kevin Spacey ausgewählt. Das Motto lautet Honi soit qui mal y pense, „Ein Schelm, wer Böses dabei denkt“.